# The Loneliest Girl
The Loneliest Girl es el cuarto álbum de estudio de la cantante y productora neozelandesa Princess Chelsea. Fue lanzado el 7 de septiembre de 2018 a través de Lil' Chief Records en formato CD, vinilo y descarga digital. Grabado entre 2016-2017, la producción del álbum recrea el estilo de los años 90, con letras de amor y superación. Su mayor éxito es "I Love My Boyfriend" con más de 75 millones de reproducciones a nivel mundial.
El lanzamiento del álbum coincidió con una gira desde el 30 de agosto al 10 de noviembre de 2018, pasando por Polonia, Francia, Reino Unido, Bélgica, Países Bajos, Alemania, Rumania, República Checa, Eslovaquia, Suiza y Grecia, terminando en Nueva Zelanda

## Composición
Este nuevo álbum mantiene el estilo "etéreo", recreando el estilo musical y la estética de los años 80 y 90 con algunas canciones tipo power ballad, aunque con un sonido más alegre y amplio que el del álbum de 2015 The Great Cybernetic Depression. Varias canciones hacen referencia a temas cotidianos, "It's Nothing" acerca de la forma de relacionarse por internet en las redes sociales, "Respect The Labourers" acerca de los trabajadores que con su esfuerzo mantienen en pie las ciudades, "All I Need To Do" acerca del rol tradicional femenino en la sociedad, con un video musical estrenado el 21 de mayo de 2020.
La canción "Cigarette" incluye un tarareo con la melodía de "The Cigarette Duet" del álbum de 2011 Lil' Golden Book. El video musical de "Growing Older" incluye fragmentos de grabaciones familiares con algunas distorsiones, evocando un sentimiento de nostalgia acerca de crecer y el pasar del tiempo. Fue lanzado el 3 de octubre de 2018.

## Lista de canciones
| N.º | Título                            | Duración |  |
| 1.  | «The Deer With The Golden Lights» | 1:17     |  |
| 2.  | «Good Enough»                     | 4:42     |  |
| 3.  | «The Pretty Ones»                 | 5:50     |  |
| 4.  | «I Love My Boyfriend»             | 4:06     |  |
| 5.  | «Wasting Time»                    | 3:01     |  |
| 6.  | «The Loneliest Girl»              | 3:54     |  |
| 7.  | «I Miss My Man»                   | 4:53     |  |
| 8.  | «It's Nothing»                    | 3:42     |  |
| 9.  | «Respect The Labourers»           | 4:13     |  |
| 10. | «Cigarette»                       | 1:16     |  |
| 11. | «Growing Older»                   | 4:37     |  |
| 12. | «All I Need To Do»                | 2:35     |  |